# Francisco Vicentín
Francisco Vicentín  (* 15. März 1895 in Avellaneda, Santa Fe; † 15. April 1984 in Corrientes) war ein argentinischer römisch-katholischer Geistlicher.
Vicentín wurde am 21. Dezember 1918 zum Priester geweiht. Papst Pius XI. ernannte ihn am 13. September 1934 zum Bischof von Corrientes.  Am 25. Februar 1935 spendete Nicolás Fasolino, Erzbischof von Santa Fe, ihm die Bischofsweihe. Mitkonsekratoren waren Nicolás de Carlo, Weihbischof in Santa Fe, und Enrique José Mühn, Bischof von Jujuy. Die Inthronisation fand am 7. März 1935 statt. Am 10. April 1961 erhob Papst Johannes XXIII. Corrientes zum Erzbistum und Vicentín zum ersten Erzbischof ernannt. Am 5. April 1972 nahm Papst Paul VI. seinen altersbedingten Rücktritt an.
Vicentín nahm von 1962 bis 1965 an allen vier Sitzungsperioden des Zweiten Vatikanischen Konzils als Konzilsvater teil.